# Rebutia fischeriana
Rebutia fischeriana ist eine Pflanzenart in der Gattung Rebutia aus der Familie der Kakteengewächse (Cactaceae). Das Artepitheton fischeriana ehrt den tschechischen Kakteensammler Slávek Fischer.

## Beschreibung
Rebutia fischeriana wächst einzeln oder sprossend mit kurz säuligen, bräunlich grünen Körpern. Die Körper erreichen bei Durchmessern von bis zu 1,5 Zentimetern Wuchshöhen von bis zu 3 Zentimetern und haben eine fleischige Rübenwurzel. Die 10 (selten 9–11) Rippen sind breit und flach und in 3 Millimeter große Höcker gegliedert. Ein Mitteldorn fehlt. Die 11 bis 13 Randdornen sind schmutzig weißlich und besitzen eine rosafarbene Basis. Sie sind ausstrahlend, liegen kammartig am Körper an und sind bis zu 2 Millimeter lang.
Die orangeroten, weit trichterförmigen Blüten sind etwa 2,5 Zentimeter lang und erreichen Durchmesser von bis zu 3 Zentimetern. Die kugelförmigen Früchte weisen Durchmesser von bis zu 10 Millimetern auf.

## Verbreitung und Systematik
Rebutia fischeriana ist in Argentinien in der Provinz Jujuy in Höhenlagen von etwa 4000 Metern verbreitet.
Die Erstbeschreibung wurde 2002 von Rudolf Slaba (* 1950) veröffentlicht. Rebutia fischeriana ist nahe mit Rebutia gonjianii verwandt.

## Nachweise